# Steuerberater
Als Steuerberater (StB) wird der Angehörige eines freien Berufs bezeichnet, der in steuerrechtlichen und betriebswirtschaftlichen Fragen berät und seine Mandanten vor der Finanzverwaltung sowie der Finanzgerichtsbarkeit vertritt. Der Beruf des Steuerberaters zählt in Deutschland und Österreich zu den klassischen Kammerberufen mit besonders strengen berufsrechtlichen Zugangsregelungen. Die Berufsbezeichnung Steuerberater ist in diesen Ländern gesetzlich geschützt.

## Deutschland
Der Beruf des Steuerberaters wird als freier Beruf ausgeübt und unterliegt daher nicht den Bestimmungen der Gewerbeordnung. Der Steuerberater ist ein unabhängiges Organ der Steuerrechtspflege. Die Stellung als unabhängiges Organ der Steuerrechtspflege ist ausdrücklich einzelgesetzlich in § 32 Abs. 2 StBerG normiert, so dass Steuerberater gleichrangig und gleichberechtigt neben den anderen Organen der Rechtspflege, z. B. Rechtsanwälten, stehen. Das Berufsbild ist ausgerichtet auf den Vorrang der persönlichen berufsspezifischen Leistung vor den wirtschaftlichen Aspekten der Tätigkeit. Es ist geprägt durch die unabhängige und unparteiliche Erfüllung der den steuerberatenden Berufen übertragenen Aufgabe, eine umfassende Hilfeleistung in Steuersachen zu gewährleisten. Die Steuerberatung ist ein Teil der Rechtsberatung; die damit verbundenen Berufsaufgaben dienen der Steuerrechtspflege, einem wichtigen Gemeinschaftsgut.  Steuerberater haben ihre Tätigkeit nach § 57 Abs. 1 StBerG unabhängig, eigenverantwortlich, gewissenhaft, verschwiegen und unter Verzicht auf berufswidrige Werbung auszuüben. Sie bedürfen der Bestellung.
In Deutschland sind der Tätigkeitsbereich und die Zulassung umfassend im Steuerberatungsgesetz und der dazugehörigen Durchführungsverordnung geregelt. Viele Beratungstätigkeiten gehören zu den Vorbehaltsaufgaben und dürfen nur von zugelassenen Steuerberatern und einigen wenigen weiteren Berufsangehörigen ausgeführt werden.
Die berufsständische Vertretung der Steuerberater in Deutschland sind die Steuerberaterkammern, die sich unter dem Dach der Bundessteuerberaterkammer zusammenschließen. Eine freiwillige Interessenvertretung erfolgt über den Deutschen Steuerberaterverband mit Sitz in Berlin.

### Geschichte

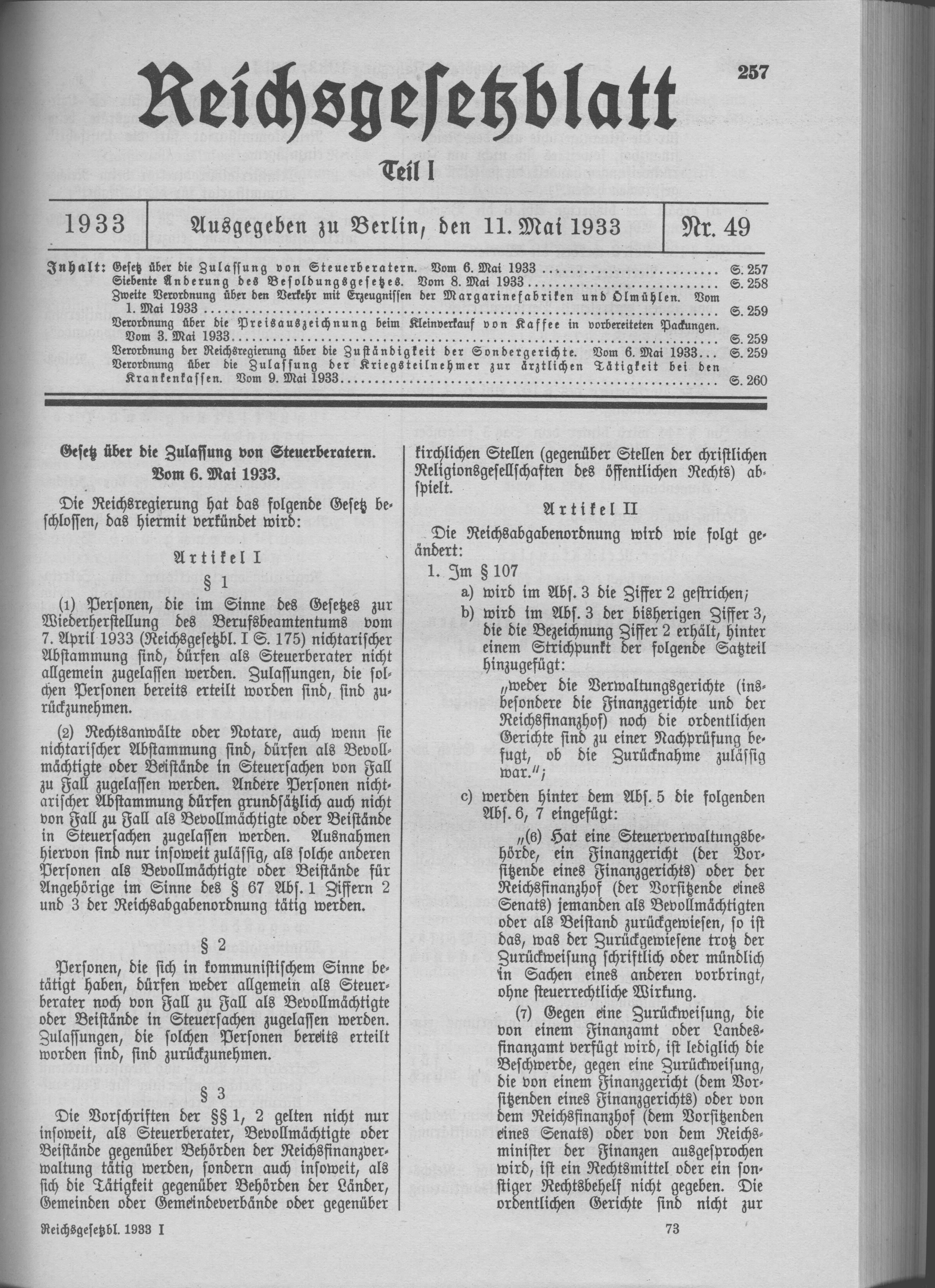
Gesetz über die Zulassung von Steuerberatern vom 6. Mai 1933

Im Kaiserreich und der Weimarer Republik legte alleine die Gewerbeordnung fest, inwiefern man sich steuerberatend betätigen konnte. Ein Berufsrecht für Steuerberater gab es nicht, so dass sich ein jeder als „Steuerberater“ bezeichnen konnte. Gängige Bezeichnungen waren „Steuerberater“, „Steueranwalt“, „Steuerrevisor“ oder „wissenschaftlicher Steuerverständiger“.:74 Vor dem Ersten Weltkrieg boten häufig Juristen eine steuerliche Beratung an.:75 f.
Die Reichsabgabenordnung trat im Dezember 1919 in Kraft und fasste die unterschiedlichen Steuerregelungen im Deutschen Reich in einem Gesetz zusammen. § 88 ermöglichte es Steuerpflichtigen erstmals, einen Bevollmächtigten für ihre Steuersachen zu benennen. Der Begriff „Steuerberater“ wurde noch nicht verwendet. Der Bevollmächtigte bzw. Verfügungsberechtigte hatte „die Pflichten eines gesetzlichen Vertreters“. Die Landesfinanzämter konnten Bevollmächtigte zulassen und zurückweisen. Rechtsanwälte und Notare konnten als Bevollmächtigte nicht zurückgewiesen werden. Im Rahmen eines Referentenentwurfes des Bundesministerium der Finanzen im Jahr 2015 wurde dies zur Diskussion gestellt. Dies wurde aufgrund von erheblichem Widerstand aus dem Berufsstand nicht realisiert.
Die Steuerberatung wurde nach dem Ersten Weltkrieg durch neue Gesetze und Vorschriften immer komplexer, so dass sich erste rein steuerrechtlich ausgerichtete Sozietäten bildeten. Kaufmännisch gebildete Angestellte, Bücherrevisoren, Diplom-Volkswirte, Diplom-Kaufleute oder Diplom-Bücherrevisoren und im Vergleich zu vor 1919 prozentual weniger Juristen beschäftigten sich mit der Steuerberatung.:75
Die Bezeichnung „Steuerberater“ fand erstmals rechtliche Erwähnung im „Gesetz über die Zulassung von Steuerberatern“ vom 6. Mai 1933. Juden oder „Personen, die sich im kommunistischen Sinn betätigt haben“ bekamen keine Zulassung als Steuerberater, Bevollmächtigte oder Beistände in Steuersachen oder verloren ihre bisherige Zulassung.
Ab 1936 konnte ein Finanzamt einer Person für „uneingeschränkte geschäftsmäßige Hilfeleistung in Steuersachen“ die Erlaubnis erteilen. Der „Helfer in Steuersachen“ war entstanden; für ihn gab es keine besondere Ausbildung oder Prüfungspflicht.
Zwischen 1935 und 1941 folgten Regelungen zur Zulassung und Prüfungsordnung und somit das Berufsrecht der Steuerberater. Steuerberater mussten nun einen Hochschulabschluss in Volks- oder Betriebswirtschaft oder eine ähnliche Vorbildung vorweisen.:409
1943 erfolgte der Zusammenschluss der Steuerberater und Steuerberatungsgesellschaften in der „Reichskammer der Steuerberater“ mit Sitz in Berlin.
1961 wurde durch das „Gesetz über die Rechtsverhältnisse der Steuerberater und Steuerbevollmächtigten (Steuerberatungsgesetz)“ das Berufsrecht der Steuerberater und „Helfer in Steuersachen“ vereinheitlicht. Der Beruf „Helfer in Steuersachen“ wurde in „Steuerbevollmächtigter“ umbenannt und für diese wurde eine Prüfungspflicht eingeführt.
Das „Zweite Gesetz zur Änderung des Steuerberatungsgesetzes“ von 1972 vereinigte die beiden Berufe Steuerberater und Steuerbevollmächtigter zu einem einzigen Beruf des Steuerberaters.
Steuerberater sind in besonderer Weise vom Fachkräftemangel betroffen. Im Januar 2023 gaben 75 Prozent der befragten Kanzleien in einer Umfrage des Ifo Instituts für Wirtschaftsforschung an, ihre Geschäfte aufgrund von fehlendem Personal einschränken zu müssen.

### Tätigkeitsbereich
Steuerberater haben die Aufgabe der Beratung und Vertretung ihrer Mandanten in allen steuerrechtlichen Angelegenheiten, zur Vertretung in finanzgerichtlichen Prozessen und zur Beratung in betriebswirtschaftlichen Fragen. Die Tätigkeit kann selbständig oder im Angestelltenverhältnis ausgeübt werden.
Die Aufgaben des Steuerberaters bestehen hauptsächlich in der vorausschauenden Beratung für eine optimale Steuervermeidung, der Erstellung von Buchführungen, Jahresabschlüssen und Steuererklärungen sowie der anschließenden Überprüfung von Steuerbescheiden und der Vertretung des Mandanten in Streitfällen mit dem Finanzamt und vor dem Finanzgericht.
Nicht zulässig ist die Rechtsberatung auf anderen Rechtsgebieten (Vorbehaltsaufgabe der Rechtsanwälte) und die Prüfung von Jahres- und Konzernabschlüssen (Vorbehaltsaufgabe der Wirtschaftsprüfer).
Der Steuerberater muss die Tätigkeiten nicht vollständig selbst ausüben, sondern kann sich der Hilfe von fachkundigem Personal (Steuerfachangestellte, Steuerfachwirte etc.) bedienen. Bedingung ist, dass die Mitarbeiter ausschließlich weisungsgebunden unter der fachlichen Aufsicht und beruflichen Verantwortung des Steuerberaters tätig werden.
Die Tätigkeit des Steuerberaters umfasst im Einzelnen die folgenden Aufgaben:

#### Beratung in Fragen der Steuerdeklaration (Steuererklärung)
- Führung der Buchhaltung, insbesondere für gewerbliche Mandanten
- Führung der Aufzeichnungen für freiberufliche Mandanten
- Erstellung der Lohn- und Gehaltsabrechnung für Arbeitgeber
- Erstellung von Jahresabschlüssen für bilanzierende Mandanten
- Erstellung der Einnahmenüberschussrechnung für nichtbilanzierende Mandanten
- Erstellung von Steuererklärungen im unternehmerischen und privaten Bereich
- Erstellung schriftlicher Erläuterungsberichte zum Jahresabschluss
- Erstellung von Formulierungsvorschlägen für die Abfassung des Anhangs oder des Lageberichts bei Kapitalgesellschaften

#### Beratung in Fragen der Steuerrechtsdurchsetzung
- Prüfung von Steuerbescheiden auf ihre Rechtmäßigkeit
- Vertretung von Mandanten gegenüber Finanzämtern und Zollbehörden
- Vertretung von Mandanten vor Gerichten der Finanzgerichtsbarkeit (Finanzgerichte, Bundesfinanzhof)
- Vertretung von Mandanten in finanzgerichtlichen Vorlageverfahren vor dem Europäischen Gerichtshof (EuGH)[19]
- Vertretung von Mandanten vor Gerichten der ordentlichen Gerichtsbarkeit in Steuerstrafsachen (§ 392 AO, § 138 Abs. 2 StPO)
- Beratung und Vertretung von Mandanten bei Außenprüfungen und in Bußgeldverfahren
- Vertretung von Mandanten in Abgabenangelegenheiten (z. B. Gewerbesteuer, Grundsteuer, Beitrags- und Gebührensachen[20]) vor Gerichten der Verwaltungsgerichtsbarkeit (Verwaltungsgericht, Oberverwaltungsgericht)
- Beratung und Vertretung von Mandanten bei Selbstanzeigen (§ 371 AO)

#### Beratung in Fragen der Steuervermeidung
- Beratung von Mandanten in Fragen der Steuervermeidung, um die zukünftige Steuerbelastung zu minimieren
- Beratung von Mandanten im Internationalen Steuerrecht (insb. Außensteuerrecht, Doppelbesteuerungsabkommen, Verrechnungspreise, Quellensteuern, Wegzugsbesteuerung etc.)
- Beratung von Mandanten bei Unternehmensgründungen, steuereffizienten Finanzierungen, Umstrukturierungen (Umwandlungssteuerrecht, Tax Due Diligence-Prüfungen), der Planung der Rechtsform eines zukünftigen Unternehmens, bei Personal- und Investitionsentscheidungen, jeweils aus steuerrechtlicher Sicht
- Beratung von Mandanten in Fragen der Unternehmensnachfolge und -sicherung (u. a. Erbschaft- und Schenkungsteuerrecht) sowie im Bereich der privaten Lebensführung (z. B. Vermögensanlagestrategien oder letztwillige Verfügungen)
- Beratung im Zollrecht und Verbrauchsteuerrecht

#### Beratung in betriebswirtschaftlichen Fragen
- Erledigung von Kostenrechnungen, Kalkulationen und Wirtschaftlichkeitsrechnungen erstellen, z. B. Kosten-, Rentabilitäts- und Liquiditätsanalysen durchführen, Rechnungslegung nach nationalen und internationalen Vorgaben prüfen, ggf. Aufgaben im externen Finanzcontrolling
- Beratung von Mandanten in Fragen der Finanzierung und der Finanzplanung, der Beschaffung und Lagerhaltung, des Marketings und Vertriebs sowie beim Einsatz moderner Datenverarbeitungsanlagen
- Beratung von Mandanten hinsichtlich ihrer Kreditwünsche, z. B. durch die Analyse von Einkommens- und Vermögensverhältnissen, Bilanzen, Gewinn-und-Verlust-Rechnungen, ggf. Durchführung von Ratings
- Beratung von Mandanten in Organisationsfragen (z. B. Betriebs- und Verwaltungsablauf, Organisation des Rechnungswesens)

#### Freiwillige Prüfungen
- Durchführung freiwilliger Prüfungen, insbesondere Abschlussprüfungen bei Unternehmen, für die keine gesetzliche Prüfung vorgeschrieben ist
- Prüfung der Ordnungsmäßigkeit der Buchführung, der Bilanz, der Gewinn-und-Verlust-Rechnung sowie ggf. des Anhangs und des Lageberichts

#### Sonstige Aufgaben
- Aktienrechtliche Gründungsprüfungen
- Durchführung gesetzlicher Prüfungen bei Finanzanlagenvermittlern (§ 24 Finanzanlagenvermittlerverordnung)
- Erteilung von Bescheinigungen über die Beachtung steuerrechtlicher Vorschriften in Vermögensübersichten und Erfolgsrechnungen
- Wahrnehmung von Aufgaben als unabhängiger und neutraler Gutachter in zivil-, straf-, verwaltungsrechtlichen sowie Insolvenzverfahren
- Wahrnehmung von treuhänderischen Aufgaben als Vermögensverwalter, Testamentsvollstrecker, Nachlasspfleger, Pfleger, Vormund, Konkursverwalter, Liquidator oder Nachlassverwalter
- Wahrnehmung von Vorbehaltsaufgaben, d. h. Steuerdeklarations-, Steuerdurchsetzungs- und Steuerabwehrberatung als Syndikus-Steuerberater im Angestelltenverhältnis für gewerbliche Unternehmen

### Berufszugang
Den Beruf des Steuerberaters darf nur ausüben, wer von der zuständigen Steuerberaterkammer als Steuerberater bestellt ist. Bestellt werden kann in der Regel nur, wer die Steuerberaterprüfung i. S. d. § 37 Steuerberatungsgesetz (StBerG) bestanden hat. Ohne Steuerberaterprüfung können zum Steuerberater bestellt werden:
- Professoren, die auf dem Gebiet der von den Bundes- oder Landesfinanzbehörden verwalteten Steuern mindestens zehn Jahre gelehrt haben,
- ehemalige Finanzrichter, die mindestens zehn Jahre auf dem Gebiet der von den Bundes- oder Landesfinanzbehörden verwalteten Steuern tätig gewesen sind,
- ehemalige Beamte des höheren bzw. gehobenen Dienstes sowie vergleichbare Angestellte der Finanzverwaltung, der gesetzgebenden Körperschaften, der Gerichte der Finanzgerichtsbarkeit sowie der obersten Behörden und der Rechnungsprüfungsbehörden des Bundes und der Länder. Diese müssen mindestens zehn bzw. fünfzehn Jahre auf dem Gebiet der von den Bundes- oder Landesfinanzbehörden verwalteten Steuern als Sachgebietsleiter bzw. Sachbearbeiter tätig gewesen sein.

Neben der fachlichen Eignung prüft die zuständige Steuerberaterkammer vor der Bestellung die persönliche Eignung der Antragsteller. Dabei ist die Bestellung vor allem zu versagen, wenn der Bewerber
- nicht in geordneten wirtschaftlichen Verhältnissen lebt,
- infolge strafgerichtlicher Verurteilung die Fähigkeit zur Bekleidung öffentlicher Ämter nicht besitzt,
- aus gesundheitlichen Gründen nicht nur vorübergehend unfähig ist, den Beruf ordnungsgemäß auszuüben,
- sich so verhalten hat, dass die Besorgnis begründet ist, er werde den Berufspflichten als Steuerberater nicht genügen, oder
- keine Berufshaftpflichtversicherung vorliegt.

Die Bestellung erfolgt durch die zuständige Steuerberaterkammer durch Aushändigung der Berufsurkunde. Zuvor hat der Bewerber die Versicherung abzugeben, dass er die Pflichten eines Steuerberaters gewissenhaft erfüllen wird. Erst nach Bestellung darf die Berufsbezeichnung „Steuerberater“ geführt werden.
Die Bestellung ist nur zulässig, wenn eine selbständige Tätigkeit auf dem Gebiet des Steuerrechtes (sogenannte Vorbehaltsaufgaben) oder auf den Gebieten der vereinbaren Tätigkeiten ausgeübt wird.
Zur geschäftsmäßigen Hilfeleistung in Steuersachen sind gem. § 3 StBerG auch Rechtsanwälte und Wirtschaftsprüfer befugt ohne gleichzeitig Steuerberater sein zu müssen.

### Vorbereitung auf die Steuerberater-Prüfung
Da in der Steuerberaterprüfung ein fundiertes steuerrechtliches Fachwissen abgefragt wird, erfolgt die Vorbereitung in der Regel durch den Besuch privater Fachkurse. Diese werden unterstützt durch so genannte Klausurenkurse, die zum einen das Schreiben von Klausuren auf Prüfungsniveau erlauben, zum anderen die Klausurentechnik vermitteln. Ein wesentlicher Bestandteil der Vorbereitung auf die Steuerberaterprüfung ist es, sich die Klausurentechnik so gut wie möglich anzueignen. Mit Hilfe dieser Technik ist es möglich, die fachlich sehr anspruchsvollen sowie umfangreichen Klausuren in der vorgegebenen Zeit zu bearbeiten. Je nach Ausgestaltung der Vorbereitung kann diese zwischen vier Monaten und einem Jahr (oder länger) in Anspruch nehmen.
Eine Vollzeitvorbereitung ist in der Regel als Präsenzstudium mit ganztägigen Kursen ausgestaltet. Präsenzkurse dauern in der Regel ca. drei Monate. Im Anschluss daran kann ein entsprechender Klausurenkurs belegt werden. Bei diesem werden in der Regel mehrere Wochen lang täglich sechsstündige Klausuren geschrieben.
Wer hingegen einen Samstags- bzw. Abendkurs besucht, kann im Anschluss daran einen mehrwöchigen Crash-Kurs absolvieren, um so alle Inhalte nochmal aufzufrischen und kompakt wiederholen zu können. Auch hier kann parallel zum theoretischen Wissen ein Klausurenkurs absolviert werden. Ein Samstagskurs dauert in der Regel bis zu einem Jahr.
Angehende Steuerberater, welche an einem Fernstudium teilnehmen, bekommen alle Lerninhalte in regelmäßigen Abständen per Post oder elektronisch zugeschickt. Dies gilt für den theoretischen Teil und auch für Klausurenkurse. Bei den meisten Anbietern besteht die Möglichkeit, seine Klausuren einzusenden und korrigieren zu lassen.
Die gesamte Vorbereitung auf die Steuerberaterprüfung ist mit Kosten von mindestens 6.000 bis 8.000 EUR verbunden. Darin inkludiert sind die Aufwendungen für Vorbereitungskurse und Prüfungsgebühren. Hinzu kommen ggf. Übernachtungskosten am Lehrgangsort sowie der Verdienstausfall für rund 1.000 Lernstunden und oft mehr als 3 Monate Freistellung vor dem Examen.
Das Durchschnittsalter für neu bestellte Steuerberater ist 31,5 Jahre. Die jüngsten Steuerberater Deutschlands sind in der Regel 25 bis 26 Jahre alt.

### Steuerberaterprüfung
Die Prüfung zum Steuerberater gilt als eine der härtesten Berufsprüfungen in Deutschland. Im langjährigen Mittel fällt rund die Hälfte der Kandidaten bundesweit durch. Bezogen auf die Zahl der zur Prüfung zugelassenen Kandidaten bestehen nur rund 40 % die Prüfung.
Die Steuerberaterkammern, die zusammen mit den Finanzverwaltungen der Länder die schriftliche Prüfung organisieren, verteidigen die Durchfallquote mit ihrem hohen Qualitätsanspruch: Der Steuerberater habe einen verantwortungsvollen Job, alle Aspiranten müssten deshalb auf Herz und Nieren geprüft werden.
Die Steuerberaterprüfung ist in einen schriftlichen Teil aus drei Aufsichtsarbeiten und in einen mündlichen Teil gegliedert. Prüfungsgebiete sind nach § 37 Abs. 3 StBerG:
- Steuerliches Verfahrensrecht sowie Steuerstraf- und Steuerordnungswidrigkeitenrecht,
- Steuern vom Einkommen und Ertrag,
- Bewertungsrecht, Erbschaftsteuer und Grundsteuer,
- Verbrauchsteuern und Verkehrsteuern, Grundzüge des Zollrechts
- Handelsrecht sowie Grundzüge des Bürgerlichen Rechts, des Gesellschaftsrechts, des Insolvenzrechts und des Rechts der Europäischen Gemeinschaft,
- Betriebswirtschaft und Rechnungswesen,
- Volkswirtschaft,
- Berufsrecht.

Voraussetzung für die Zulassung ist zum einen der erfolgreiche Abschluss eines wirtschaftswissenschaftlichen oder rechtswissenschaftlichen Hochschulstudiums oder zum anderen nach Ablegung einer kaufmännischen Ausbildung eine praktische Tätigkeit im Steuerwesen von mindestens acht Jahren. Hat man eine Zusatzqualifikation als Bilanzbuchhalter oder Steuerfachwirt absolviert, muss man mindestens sechs Jahre lang praktisch tätig gewesen sein. Darüber hinaus ist auch die Zugehörigkeit zur Finanzverwaltung als Beamter des gehobenen Dienstes eine Qualifizierungsmöglichkeit, sofern man über mindestens sieben Jahre praktisch im Bereich des Steuerwesens tätig gewesen ist.
Steuerberater können sich zum Fachberater für Internationales Steuerrecht und zum Fachberater für Zölle und Verbrauchsteuern weiterqualifizieren. Diese Fachberaterbezeichnungen werden von den Steuerberaterkammern verliehen. Darüber hinaus gibt es weitere Fachberatertitel, die allerdings im Abstand zum Steuerberatertitel geführt werden müssen, da sie nicht amtlich verliehen werden, sondern von privaten Organisationen (vgl. § 43 Abs. 2 StBerG).

### Haftung
Der Steuerberater schuldet seinem Mandanten eine umfassende, richtige Beratung. Ein Steuerberater ist insbesondere dazu verpflichtet, seinen Auftraggeber möglichst vor Schaden zu bewahren. Daher hat er seinen Mandanten in die Lage zu versetzen, eigenverantwortlich seine Rechte und Interessen zu wahren, um so eine Fehlentscheidung vermeiden zu können.
Selbständige Steuerberater und Steuerbevollmächtigte sowie Steuerberatungsgesellschaften müssen gegen die sich aus ihrer Berufstätigkeit ergebenden Haftpflichtgefahren angemessen versichert sein (§§ 67,, 72 Abs. 1 StBerG). Der Versicherungsschutz muss die in § 33 StBerG genannten Aufgaben der Hilfestellung in Steuersachen umfassen.
Die Mindestversicherungssumme muss für den einzelnen Versicherungsfall mindestens 250.000 EUR betragen (§ 52 Abs. 1 DVStB). Wird eine Jahreshöchstleistung für alle in einem Versicherungsjahr verursachten Schäden vereinbart, muss sie mindestens 1.000.000 EUR betragen (§ 52 Abs. 3 DVStB). In Fällen, in denen die Haftung durch Allgemeine Auftragsbedingungen (AAB) begrenzt wird, muss die Haftungssumme dem 4-fachen der gesetzlichen Mindestversicherungssumme entsprechen (§ 67 a Abs. 1 Nr. 2 StBerG).
Vielfach wird die Mindestversicherungssumme nicht ausreichen und nicht den tatsächlichen Risiken entsprechen. Bei der Wahl der Versicherungssumme ist daher die Struktur der Praxis, insbesondere Art, Umfang und Zahl der Aufträge sowie die Zahl und Qualifikation der Mitarbeiter zu beachten.
Die Pflicht zur Unterhaltung einer Berufshaftpflichtversicherung knüpft allein an die Bestellung an. Sie besteht daher auch dann, wenn ein Berufsangehöriger für eine gewisse Zeit keine Berufstätigkeit ausübt. Lediglich angestellte Berufsangehörige sind von der Versicherungspflicht befreit, soweit sie in der Haftpflichtversicherung ihres Arbeitgebers mitversichert sind. Das Nichtunterhalten einer vorgeschriebenen Haftpflichtversicherung ist ein zwingender Widerrufsgrund für die Bestellung.

### Honorar
Das Honorar für die Steuerberatung wird nach der Steuerberatervergütungsverordnung (StBVV; bis 2012: Steuerberatergebührenverordnung) abgerechnet.
Grundlage ist meist der Gegenstandswert oder der Zeitfaktor, d. h. die Vergütung nach einem vereinbarten Stundensatz. Insbesondere im Bereich der Steuervermeidungsberatung sowie der Steuerrechtsdurchsetzung (Betriebsprüfungen, Einspruchs- und Klageverfahren vor den Finanzgerichten) ist die Vergütung auf Grundlage eines vereinbarten Stundensatzes die Regel.

### Einkommen
Nach Angaben des statistischen Berichtssystems der Bundessteuerberaterkammer lag der durchschnittliche Jahresüberschuss von Steuerberaterkanzleien im Jahr 2014 bei 191.000 Euro.
Die Durchschnittswerte des Jahresüberschusses je Kanzleiinhaber (nach Kanzleiform) können aus der folgenden Tabelle abgelesen werden:
| Kanzleiform                                      | Durchschnittlicher Jahresüberschuss je Kanzleiinhaber (Stand: 2014) |
| ------------------------------------------------ | ------------------------------------------------------------------- |
| Einzelkanzlei/Bürogemeinschaft (Bundesgebiet)    | 117.000 Euro                                                        |
| Einzelkanzlei/Bürogemeinschaft (Westdeutschland) | 122.000 Euro                                                        |
| Einzelkanzlei/Bürogemeinschaft (Ostdeutschland)  | 107.000 Euro                                                        |
| Steuerberatungsgesellschaft (Bundesgebiet)       | 091.000 Euro                                                        |
| Steuerberatungsgesellschaft (Westdeutschland)    | 098.000 Euro                                                        |
| Steuerberatungsgesellschaft (Ostdeutschland)     | 077.000 Euro                                                        |
| Sozietäten (Bundesgebiet)                        | 137.000 Euro                                                        |
| Sozietäten (Westdeutschland)                     | 143.000 Euro                                                        |
| Sozietäten (Ostdeutschland)                      | 107.000 Euro                                                        |

### Berufliche Zusammenarbeit
Statt der Berufsausübung als Einzelperson ist der Zusammenschluss mehrerer Steuerberater und die Gründung einer Kapitalgesellschaft (insbesondere GmbH oder Aktiengesellschaft) zulässig (Steuerberatungsgesellschaft). Hierzu müssen aber Vorstand bzw. Geschäftsführung und Aktionäre bzw. Gesellschafter mehrheitlich Steuerberater sein.
Der Zusammenschluss mehrerer Steuerberater zwecks Beratung in steuerlichen Fragen kann daneben in Form einer
- Sozietät als Gesellschaft bürgerlichen Rechts
- Partnerschaftsgesellschaft
- Partnerschaftsgesellschaft mit beschränkter Berufshaftung
- Bürogemeinschaft
- Kommanditgesellschaft (auch eine GmbH & Co. KG ist möglich; aber nur, wenn überwiegend Treuhandtätigkeiten übernommen werden)
- offene Handelsgesellschaft erfolgen.

Steuerberater können in diesem Rahmen auch mit sog. sozietätsfähigen Berufen (insb. Wirtschaftsprüfern und Rechtsanwälten) zusammenarbeiten. Bei Steuerberatungsgesellschaften dürfen die Nicht-Steuerberater die Steuerberater weder auf Ebene der Anteilseigner noch auf Ebene der Unternehmensleitung dominieren.
Strittig ist, ob die Zusammenarbeit in einer juristischen Person eine gewerbliche Tätigkeit darstellt oder ob sie weiterhin als freiberuflich anzusehen ist.

### Syndikus-Steuerberater
Eine Anstellung im gewerblichen Bereich, beispielsweise in einem Industrieunternehmen, ist mit dem Beruf des Steuerberaters vereinbar, da das Verbot der Tätigkeit als Syndikus-Steuerberater durch § 58 Satz 2 Nr. 5a des am 11. April 2008 verkündeten Achten Gesetzes zur Änderung des Steuerberatungsgesetzes vom 8. April 2008 (BGBl. I Nr. 14/08 S. 666) aufgehoben wurde. Laut Urteil des Bundesfinanzhofs vom 9. August 2011 (Aktenzeichen VII R 2/11) kann der Syndikus Anzahl und Umfang seiner Mandate frei bestimmen und darf auch als Feierabend-Steuerberater tätig werden.

### Abgrenzung zu ähnlichen Berufen
Neben den Steuerberatern sind die folgenden Berufsangehörigen zur steuerrechtlichen Beratung bzw. der Durchführung von Teilaufgaben befugt:
- Steuerbevollmächtigte
- Rechtsanwalt; speziell der Fachanwalt für Steuerrecht
- Wirtschaftsprüfer und vereidigter Buchprüfer
- Prozessagenten nach § 157 Abs. 1 StBerG
- Lohnsteuerhilfevereine, die Mitgliedern Steuerberatung im Rahmen ihrer Befugnis nach § 4 Nr. 11 Steuerberatungsgesetz bieten
- Buchführungshelfer, die allerdings, teilweise mit Einschränkungen, nur die Finanzbuchhaltung erstellen dürfen.

### Europäisierung des Berufsrechts
Steuerberater aus anderen EU-Staaten dürfen ihre Mandanten grenzüberschreitend auch in Deutschland beraten, sofern dies auf vorübergehender Basis, also ohne feste Niederlassung, geschieht (geregelt in der Berufsqualifikations-Anerkennungsrichtlinie 2005/36/EG). Hierbei müssen sie mit ihrer ausländischen Berufsbezeichnung auftreten, damit sowohl der Mandant als auch die Finanzverwaltung erkennen können, dass es sich nicht um Steuerberater mit Qualifikation nach deutschem Recht handelt. Mandanten von Steuerberatern aus anderen EU-Staaten tragen außerdem das Risiko, dass ihre Berater wegen mangelnder Kenntnisse im deutschen Steuerrecht von der Finanzverwaltung zurückgewiesen werden können.
Berater aus anderen EU-Mitgliedstaaten, die eine dauerhafte Niederlassung als Steuerberater in Deutschland anstreben, müssen eine Eignungsprüfung (§ 37a (2) Steuerberatungsgesetz) absolvieren, die eine vereinfachte Steuerberaterprüfung darstellt.
Zum Teil wird die Ansicht vertreten, dass die berufsständischen Zulassungsvoraussetzungen nicht mit dem EU-Recht vereinbar seien. Andere EU-Mitgliedstaaten könnten die Öffnung des deutschen Steuerberatermarktes für ihre eigenen Bürger verlangen, auch wenn es in den Mitgliedstaaten unterschiedliche bis gar keine Zulassungsvoraussetzungen gibt und natürlich unterschiedliches nationales Steuerrecht gilt. Hiergegen wenden sich die deutschen Steuerberaterkammern, die als Interessenvertretungen ihrer Mitglieder auftreten und somit ebenfalls der Steuerrechtspflege dienen. Sie begründen dies mit der mangelhaften Ausbildung ausländischer Berater im deutschen Steuerrecht.
Insbesondere Buchhalter- und Bilanzbuchhalterverbände fordern, bestimmte Tätigkeiten, die derzeit Steuerberatern vorbehalten sind, auch Buchhalterberufen zu öffnen. Aus Sicht deutscher Bilanzbuchhalter ergibt sich eine Inländerdiskriminierung aus der Tatsache, dass österreichische Bilanzbuchhalter unter Berufung auf die Richtlinie 2005/36/EG auf vorübergehender Basis in Deutschland Tätigkeiten erbringen dürfen, die deutsche Bilanzbuchhalter nicht erbringen dürfen. Inländerdiskriminierung ist europarechtlich zulässig.

### Weitere Tätigkeitsfelder der Steuerberater
Neben der selbständigen und nichtselbständigen Tätigkeit in den Vorbehaltsaufgaben kann der Steuerberater die folgenden Tätigkeiten mit seinem Berufsstand vereinbaren:
- Aufsichtsratstätigkeit
- Insolvenzverwaltung und Liquidation
- Nachlassverwaltung, Testamentsvollstreckung
- Vormundschaftliche, pflegerische und treuhänderische Aufgaben
- Unternehmensberatung und Rating-Beratung.

### Steuerberaterverzeichnis
Die Bundessteuerberaterkammer führt ein ab dem 1. Januar 2017 öffentlich zugängliches Verzeichnis aller Steuerberater, das online abrufbar ist. Zusätzlich bietet der Deutsche Steuerberaterverband einen Steuerberater-Suchservice an.

### Anzahl der Steuerberater in der deutschen Bundessteuerberaterkammer
(Quelle: Statista)

## Österreich
Der Beruf des Steuerberaters ist ein freier Beruf und unterliegt daher nicht den Bestimmungen der Gewerbeordnung. Die berufsständische Vertretung der Steuerberater ist in Österreich die Kammer der Steuerberater und Wirtschaftsprüfer – KSW (bis Dezember 2017: Kammer der Wirtschaftstreuhänder – KWT). Um die Tätigkeit des Steuerberaters ausführen zu dürfen, bedarf es einer Fachprüfung.
Der Begriff Wirtschaftstreuhänder umfasst in Österreich folgende Berufsgruppen:
- Wirtschaftsprüfer
- Steuerberater

Bis 2005 gab es zusätzlich die Bezeichnung „beeideter Buchprüfer“; diese Berechtigung konnte ab 1999 jedoch nicht mehr erworben werden; die bestehenden Buchprüfer wurden 2005 durch eine Übergangsbestimmung zu Wirtschaftsprüfern erklärt.
Des Weiteren waren sogenannte selbständigen Buchhalter Mitglieder der Kammer der Wirtschaftstreuhänder. Sie übten einen Wirtschaftstreuhandberuf aus, durften jedoch nicht die Berufsbezeichnung Wirtschaftstreuhänder führen. Die Möglichkeit zur Aufnahme dieses Berufes endete jedoch am 30. Juni 2008. Bestehende Berufsberechtigungen als Selbständiger Buchhalter durften weiter ausgeübt werden, jedoch endete die Mitgliedschaft dieser Personengruppe in der Kammer der Wirtschaftstreuhänder, sofern sie nicht zur Steuerberaterprüfung zugelassen wurden oder eine Berufsberechtigung nach dem neuen Bilanzbuchhaltungsgesetz (BibuG) erwarben, nach einer entsprechenden Übergangsfrist.
Die Rechte und Pflichten der Wirtschaftstreuhänder sind im Bundesgesetz über die Wirtschaftstreuhandberufe (Wirtschaftstreuhandberufsgesetz – WTBG) geregelt.

### Tätigkeiten der Steuerberater
Das Wirtschaftstreuhandberufsgesetz (WTBG) regelt, welche Tätigkeiten ein Steuerberater im Rahmen seines Berufes ausüben darf bzw. welche Tätigkeiten Steuerberatern vorbehalten sind (§ 3 WTBG). Diese umfasst insbesondere folgende Tätigkeiten:
- Führung der Buchhaltung und Lohnbuchhaltung
- Erstellung von Jahresabschlüssen
- Erstellung von Steuererklärungen
- Vertretung in Abgaben- und Abgabenstrafverfahren vor Abgabenbehörden
- Sonstige Vertretung insbesondere vor Sozialversicherungen
- Beratungsleistungen
  - betriebswirtschaftliche Beratung
  - Steuerberatung
  - Beratungsleistungen im Zusammenhang mit dem betrieblichen Rechnungswesen und der Beratung betreffend der Organisation und Einrichtung des internen Kontrollsystems
  - Sanierungsberatung, Erstellung von Sanierungsgutachten etc.
  - Beratung in Rechtsangelegenheiten, soweit diese mit wirtschaftstreuhändischen Tätigkeiten unmittelbar in Zusammenhang stehen
- Treuhandaufgaben
- Prüfungsaufgaben (die nicht die Erteilung eines förmlichen Bestätigungsvermerkes erfordern)
- Sachverständigengutachten

Neben der „klassischen“ Tätigkeit des Steuerberaters – der steuerlichen Beratung und Vertretung und der Erstellung von Jahresabschlüssen und von Abgabenerklärungen – tritt die betriebswirtschaftliche Beratung der Klienten in letzter Zeit immer mehr in den Vordergrund.

### Verantwortlichkeit des Steuerberaters
Steuerberater sind verpflichtet, die von ihnen übernommenen Aufgaben
- gewissenhaft
- sorgfältig
- eigenverantwortlich
- unabhängig
- verschwiegen

auszuüben.
Ebenso wie in Deutschland ist die Anstellung in einem anderen Beruf (z. B. in einem Industrieunternehmen) mit dem Beruf des Steuerberaters vereinbar. Es besteht lediglich die Pflicht, die andere Tätigkeit der Kammer der Steuerberater und Wirtschaftsprüfer zu melden, die diese Tätigkeit untersagen kann.

### Erlangung der Berufsbefugnis
Um die Berufsbefugnis als Steuerberater zu erlangen, erfordert das Wirtschaftstreuhandberufsgesetz (WTBG) bestimmte Voraussetzungen. Diese sind:
1. volle Handlungsfähigkeit
2. besondere Vertrauenswürdigkeit
3. geordnete wirtschaftliche Verhältnisse
4. aufrechte Vermögensschaden-Haftpflichtversicherung
5. Berufssitz
6. Vorbildung und praktische, facheinschlägige Tätigkeit
7. positive Absolvierung der entsprechenden Fachprüfung

#### Volle Handlungsfähigkeit
Die Handlungsfähigkeit ist aus dem Bestimmungen des Allgemeinen Bürgerlichen Gesetzbuches (ABGB) abzuleiten. Nur Personen, die über volle Handlungsfähigkeit verfügen, d. h. sich durch ihr eigenes Handeln berechtigen und verpflichten können, dürfen den Beruf eines Steuerberaters ausüben.

#### Besondere Vertrauenswürdigkeit
Steuerberater müssen sich durch besondere Vertrauenswürdigkeit auszeichnen. Diese liegt nach dem Bestimmungen des Wirtschaftstreuhandberufsgesetzes (WTBG) nicht vor, wenn
- eine rechtskräftige Verurteilung
  - von einem Gericht wegen einer mit Vorsatz begangenen Straftat zu einer mehr als dreimonatigen Freiheitsstrafe oder
  - von einem Gericht wegen einer mit Bereicherungsvorsatz begangenen Straftat oder
  - von einer Finanzstrafbehörde wegen eines vorsätzlichen Finanzvergehens vorliegt,
- und die Verurteilung oder Bestrafung noch nicht getilgt ist.

#### Geordnete wirtschaftliche Verhältnisse
Steuerberater müssen geordnete wirtschaftliche Verhältnisse vorweisen. Solche liegen nicht vor, wenn innerhalb der letzten 10 Jahre über das Vermögen
- ein Konkurs oder
- zwei Sanierungsverfahren eröffnet bzw. durchgeführt wurden, oder
- ein gestellter Antrag auf Eröffnung eines Insolvenzverfahrens mangels kostendeckenden Vermögens abgelehnt wurde UND mittlerweile nicht sämtliche Verbindlichkeiten beglichen wurden.

#### Vermögensschaden-Haftpflichtversicherung
Steuerberater sind verpflichtet, eine Vermögensschaden-Haftpflichtversicherung mit einer Versicherungssumme von mindestens EUR 72.673,- pro Versicherungsfall abzuschließen. Steuerberater, die ausschließlich unselbständig tätig sind, sind von der Verpflichtung zum Abschluss einer Vermögensschaden-Haftpflichtversicherung befreit.

#### Berufssitz
Der Berufsitz ist eine feste Einrichtung, welche durch ihre personelle, sachliche und funktionelle Ausstattung die Erfüllung der fachlichen Anforderungen des Steuerberaters gewährleistet.
Der Berufssitz muss in einem EU- oder EWR Mitgliedstaat gelegen sein und kann auch der Hauptwohnsitz des Steuerberaters sein. Vom Berufssitz aus, kann der Steuerberater in ganz Österreich tätig werden.
Weiters ist es möglich, dass Steuerberater – neben ihrem Berufsitz – Zweigniederlassungen errichten. Die Leitung einer Zweigniederlassung muss einem Berufsberechtigten übertragen werden, der seinen Berufsitz im Bundesland der Zweigniederlassung hat, in der Zweigniederlassung hauptberuflich (ohne jede Wirtschaftstreuhänder-Tätigkeit auf eigene Rechnung) tätig ist und die entsprechende Berufsberechtigung (siehe unten) für die in der Zweigstelle ausgeübte Tätigkeit besitzt.

#### Vorbildung und praktische facheinschlägige Tätigkeit
Für die Zulassung zur Steuerberaterprüfung ist ein erfolgreich abgeschlossenes facheinschlägiges Hochschul- oder Fachhochschulstudium und eine 3-jährige praktische Tätigkeit als Berufsanwärter bei einem Wirtschaftstreuhänder (Steuerberater oder Wirtschaftsprüfer) oder als Revisionsanwärter bei einem Revisionsverband Voraussetzung. Alternativ kann auch eine Zulassung ohne Studium nach mindestens 5-jähriger hauptberuflicher Tätigkeit als Bilanzbuchhalter erfolgen. Verschiedene facheinschlägige Tätigkeiten sind auf die Berufsanwärterzeit bzw. auf die Tätigkeit als Bilanzbuchhalter bis zu 1½ Jahren bzw. bis zu 2 Jahren anrechenbar.

#### Fachprüfung
Die Fachprüfung zum Steuerberater umfasst zwei schriftliche Klausurarbeiten aus den Gebieten Abgabenrecht und Betriebswirtschaftslehre von einer Ausarbeitungszeit von je sieben Stunden. Dazu kommt eine mündliche Prüfung aus den Gebieten Qualitätssicherung und Berufsrecht, Abgabenrecht einschließlich des Abgabenverfahrensrechts, Rechnungslegung, Betriebswirtschaftslehre und Rechtslehre.
Für die Fachprüfung für Wirtschaftsprüfer sind dazu noch drei viereinhalbstündige Klausuren aus den Gebieten Rechnungslegung, Abschlussprüfung und Rechtslehre zu absolvieren. Der mündliche Teil wird um die Gebiete Abschlussprüfung, Grundzüge der Volkswirtschaftslehre und Finanzwissenschaft und Grundzüge des Bank-, Versicherungs-, Wertpapierrechts und Devisenrechts ergänzt.

### Steuerberatungsgesellschaft
In Österreich kann der Beruf des Steuerberaters auch im Rahmen einer Personen- oder Kapitalgesellschaft ausgeübt werden, wobei jedoch durch das Wirtschaftsberufsgesetz (WTBG) die Ausübung der Tätigkeit im Rahmen einer Gesellschaft mit einigen Auflagen verbunden ist. Diese sind
1. Zulässige Gesellschaftsform: Nur folgende Gesellschaften sind zulässig
  1. Offene Gesellschaft (OG) (bis 31. Dezember 2006 „Offene Erwerbsgesellschaft – OEG“)
  2. Kommanditgesellschaft (KG) (bis 31. Dezember 2006 „Kommandit-Erwerbsgesellschaft – KEG“)
  3. Gesellschaft mit beschränkter Haftung (GmbH)
  4. Aktiengesellschaft (AG) mit vinkulierten Namensaktien
2. Es muss ein schriftlicher Gesellschaftsvertrag abgeschlossen werden
3. Gesellschafter bzw. Aktionäre dürfen nur Berufsberechtigte, deren Ehegatten und Kinder oder andere Wirtschaftstreuhandgesellschaften sein. Es bestehen außerdem 'interdisziplinäre Gesellschaften' mit Bilanzbuchhaltern (entsprechend § 71 WTBG), wobei der Bilanzbuchhalter Gesellschafter bzw. Geschäftsführer ist.
4. Allfällige Mitglieder des Aufsichtsrates müssen ihren Wohnsitz in einem EU- oder EWR Mitgliedstaat haben und über besondere Vertrauenswürdigkeit und geordnete wirtschaftliche Verhältnisse verfügen.
5. Die Gesellschaft muss eine Vermögensschaden-Haftpflichtversicherung abschließen

Die Geschäftsführung und Vertretung nach außen hat durch Berufsberechtigte zu erfolgen.

## Schweiz
In der Schweiz gibt es keine Zulassungsbeschränkungen für den Beruf des Steuerberaters. Die Berufsbezeichnung in der Schweiz ist „Treuhänder“. Die fehlende Zugangsbeschränkung (praktisch kann jeder ein Treuhandbüro eröffnen) führt dazu, dass es umgangssprachlich sogenannte „Feld-, Wald- und Wiesentreuhänder“ gibt.
Trotz der fehlenden Zulassungsbeschränkung gibt es eine Reihe von Ausbildungen, welche mit einer staatlichen Prüfung (der höheren Fachprüfung) abschließen und als „Qualitätssiegel“ betrachtet werden können:
- dipl. Treuhandexperte
- dipl. Steuerexperte
- dipl. Wirtschaftsprüfer

Im Bereich der Wirtschaftsprüfung gibt es allerdings eine Zulassungsbeschränkung durch das Obligationenrecht, welches für gewisse Gesellschaften und Vorgänge die Prüfung durch einen besonders befähigten Revisor verlangt. Diese Anforderung erfüllen ausschließlich Berufsleute mit dem eidgenössischen Diplom als Wirtschaftsprüfer sowie dipl. Treuhandexperten und Steuerexperten (sowie andere Berufsleute) mit entsprechender Fachpraxis.
Am 1. Januar 2008 ist das neue Revisionsaufsichtsgesetz in Kraft getreten, welches die Zulassung der Revisorinnen und Revisoren bzw. der Revisionsgellschaften abschließend reglementiert. Der Vollzug erfolgt durch eine staatliche Aufsichtsbehörde.
Wie in anderen Ländern auch, haftet ein Treuhänder, geprüft oder nicht, für Schaden, den er verursacht.

## Gesellschaftliche Rolle
Eine Studie der britischen New Economics Foundation stellte den Steuerberater 2009 als den gesamtgesellschaftlich schädigendsten Beruf dar. Demnach ziehen Einkünfte eines Steuerberaters in Höhe von 1 Pfund durchschnittlich volkswirtschaftliche Kosten in Höhe von 47 Pfund, beispielsweise durch entfallene Einkünfte für den Fiskus mit sich.